# Ctenucha ochroscapus
Ctenucha ochroscapus är en fjärilsart som beskrevs av Augustus Radcliffe Grote och Robinson 1868. Ctenucha ochroscapus ingår i släktet Ctenucha och familjen björnspinnare. Inga underarter finns listade i Catalogue of Life.